# 愛媛県庁
愛媛県庁（えひめけんちょう）は、地方公共団体である愛媛県の行政機関（役所）。

## 沿革

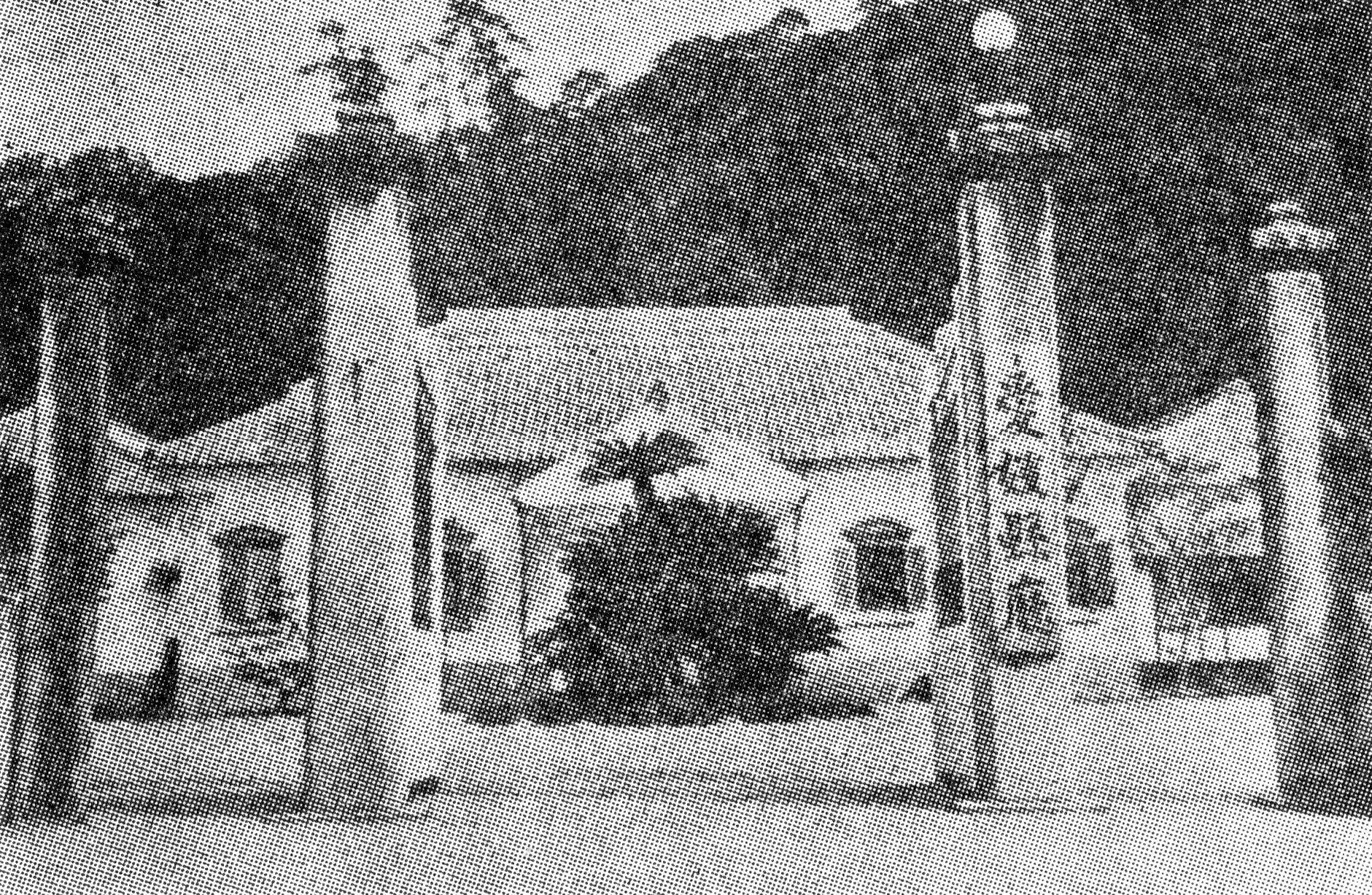
1876年竣工の愛媛県庁舎

- 1871年 - 廃藩置県により松山県、今治県、西条県、小松県、宇和島県、大洲県、吉田県、新谷県を設置。同年、今治県、西条県、小松県を松山県に、大洲県、吉田県、新谷県を宇和島県にそれぞれ統合。
- 1872年 - 松山県を石鉄県と改称。宇和島県を神山県と改称。
- 1873年2月20日 - 石鉄県と神山県を統合し愛媛県を設置。
  - 3月23日 - 愛媛県庁を開庁。
- 1875年 - 地租改正に着手。
- 1876年 - 香川県を廃止し愛媛県に編入。
- 1877年 - 全国初の第1回特設愛媛県会開会。
- 1878年 - 郡制・町村制を施行。
- 1879年 - 県会を開設。
- 1888年 - 愛媛県から香川県を分離し設置。
- 1903年 - 工業試験場を設置。
- 1926年 - 郡役所廃止。
- 1929年 - 愛媛県庁舎が落成。
- 1935年 - 県立図書館が竣工。
- 1936年 - 銅山川分水問題で愛媛・徳島県両知事が調印。
- 1947年 - 初の公選知事・青木重臣が就任。
- 1958年 - 銅山川分水問題が全面解決。
- 1966年 - 県内で第17回全国植樹祭が開催。昭和天皇、香淳皇后が県庁などに行幸啓[1]。
- 1973年 - 県政発足百年記念式典。「道路公社」「土地開発公社」を開設
- 1980年 - 愛媛県自然海浜保全条例を制定。総合運動公園を開園。
- 1986年 - 県民文化会館を開館。
- 1988年 - とべ動物園を開園。
- 1994年 - 歴史文化博物館を開館。
- 1998年 - 県立美術館を開館。

## 組織
[表示]をクリックすると一覧を表示。2020年6月1日現在。